# 保科みず季
保科 みず季（ほしな みずき、1989年7月2日 - ）は、東京都豊島区出身の日本の元女優、元グラビアアイドル。
身長160cm、スリーサイズB80・W56・H83、血液型O型。

## 来歴
- 東京都豊島区に生まれ、数ヵ月後に埼玉県所沢市へ移住。
- 2006年、芸能関係者である知人に頼まれ奇跡体験!アンビリバボーの再現VTRに女子高校生役として出演する。
- 当初は本名で活動していたが、両親の意向により2009年より現在の芸名で活動している。
- 2009年、脚本家である江頭美智留主宰の劇団クロックガールズに所属。

## 人物
- 家族構成は、両親と1歳年下の弟。
- アニメ、漫画、声優、アイドルオタクであると公言している。

## 出演

### テレビドラマ
- エゴイスト 〜egoist〜 第40話（2009年5月29日、東海テレビ）- メイク 役

### バラエティ
- 小さめビキニの水泳大会（2007年7月-9月、エンタ!371）
- 美少女DX-TV2（2008年4月、CS275）
- 体当たり下克上!劇団アイドル座!（2008年4月-5月、MONDO21）
- アイドル@deep（2009年5月15日、テレビ神奈川）- ナレーション

### インターネット放送
- 乙女ディア（2008年4月-6月、あっ!とおどろく放送局）
- 浪漫ハピハピ王国（2008年4月-6月、Mandaray）
- 乙女ディア腐女子放送部（2009年3月-、ニコニコ動画801ch）

### 映画
- ストイックガール（2009年7月10日公開、佳本周也監督）- 秋原珠希 役

### ラジオ
- oricon アニメスタイルSide-O（2008年9月-12月、K-Station）

### 舞台
- Wingless ～無翼の天使は地を駆ける～（2008年11月22日-24日）- 宮地円 役
- あり得ない！（2009年6月16日-21日）- 大島彩 役

### CM
- ピタットハウス（2007年）- ナレーション
- セガ ピクトイメージDS（2007年）

### 広告モデル
- 総合資格学院（2009年）

## リリース作品

### DVD
- 東京階段ガール（2007年12月25日、GPミュージアムソフト）